# Atalante (planetoïde)
(36) Atalante is een planetoïde in de planetoïdengordel, tussen de banen van de planeten Mars en Jupiter. Atalante heeft een diameter van ongeveer 106 km en voltooit in 4,55 jaar een omloop rond de zon. Haar baan is slechts sterk ellipsvormig. De minimale afstand tot de zon tijdens een omloop is 1,913 AE, de maximale 3,580 AE.

## Ontdekking en naam
Atalante werd op 5 oktober 1855 ontdekt door de Duitse sterrenkundige Hermann Goldschmidt. Goldschmidt had eerder planetoïden (21) Lutetia en (32) Pomona ontdekt en zou nog elf andere planetoïden ontdekken.
Atalante is genoemd naar de Griekse heldin, Atalante.

## Eigenschappen
Atalante is waarschijnlijk een C-type planetoïde, wat betekent dat ze een relatief donker oppervlak heeft dat veel verbindingen van koolstof bevat. De planetoïde draait in bijna 10 uur om haar eigen as.